# こぶし書房
有限会社こぶし書房（こぶししょぼう）は、かつて存在した日本の学術出版社である。主に黒田寛一の著作やマルクス主義、および哲学・思想書の出版・販売を手掛けていた。 革マル派系出版社であるが、一方で革マル派以外のマルクス主義者の著作をこぶし文庫という形で刊行していた。
また、さまざまな分野の人々の営為を「私の大学」シリーズとして上梓していた。
日本ヘーゲル学会機関誌『ヘーゲル哲学研究』を発行していた。
革マル派と敵対する中核派、解放派のテロの標的になっていたこともある。
2024年6月末で廃業することを公表し、公式サイトも閉鎖された。